# 麦蕴瑜
麦蕴瑜（1897年6月6日—1995年1月14日），男，广东中山人，水利工程专家，毕业于同济医工学校、汉诺威工业大学，曾任广东省立勷勤大学教授、广州市工务局局长、广东工学院院长、第四届广东政协委员、第五届广东人大代表。

## 生平
麦蕴瑜1897年6月6日出生广东省香山县，成长于广州。1915年从广州中德学校毕业后，进入上海同济医工学校土木工程系学习。1922年留学德国，就读于汉诺威工业大学，1925年毕业后曾工作于斯图加特一水电站。1927年，麦蕴瑜回到广州。
1927年回国后，由于找不到水利工程的工作，麦蕴瑜一度任职于广东省公路处、广州市工务局建筑科、广东省立勷勤大學等地。1932年受李宗仁所托，到广西柳州调研水利建设。1938年广州沦陷，广东省政府迁往韶关，时任广东省政府主席李汉魂聘麦蕴瑜为省政府秘书处技术室主任兼韶关市新村建设委员会主任委员。麦蕴瑜曾义务设计韶关市区浈江上的曲江桥。

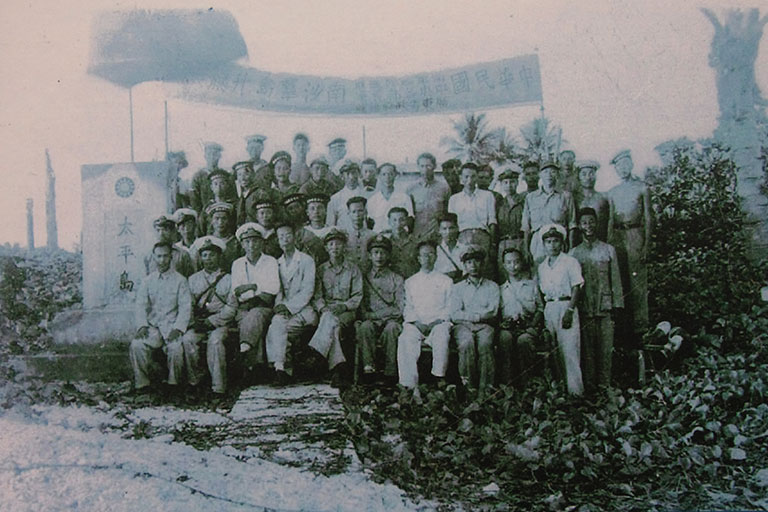
1946年12月14日，民国政府收复太平岛，全体接收官兵在岛上升起国旗并合影留念。画面前排右四则为南沙群岛接收专员麦蕴瑜。

抗战胜利后，麦蕴瑜任省政府顾问。1946年冬，时任广东省政府主席张发奎任命麦蕴瑜为南沙群岛接收专员，随南京政府军舰及相关人员前往南沙群岛进行调研、测量、竖立碑石等接收工作。1947年至1949年间，麦蕴瑜任广州市工务局局长，修筑了广州沦陷时期被破坏的基建设施。
新中国成立后，时任广东省政府主席叶剑英任命麦蕴瑜为珠江水利工程总局顾问，后又任广东省水利厅、广东省水利水电厅总工程师。1958年广东水利电力学院创建时，麦蕴瑜兼任院长；1962年广东水利电力学院与中南科学技术学院合并成立广东工学院，麦蕴瑜专职担任院长。1964年麦蕴瑜带领广东工学院近百名学生参加东深供水工程建设。文革期间，麦蕴瑜在广东工学院院长任上被打倒，关入牛栏，揪斗数月，后来一直靠边站直至1972年被迫退休。
1977年麦蕴瑜获平反，1978年任广东省政协委员、省科学技术协会副主席等职务。1980年麦蕴瑜任水利部珠江水利委员会专职顾问。1988年7月1日，麦蕴瑜正式退休。1995年1月14日深夜，麦蕴瑜病逝于广州一医院。

## 成就
麦蕴瑜一生参与了包括流溪河水电站、北江大堤、南水水库等多项水利工程的查勘、规设、论证、审定工作，为中国水利事业的发展作出了重大贡献。
麦蕴瑜还心系南海，曾随行收复南海诸岛，数十年间多次上书保护南海，为中国南海发展作出了贡献。